# Ann-Louise Wiklund
Ann-Louise Wiklund (* 8. März 1942, geborene Ann-Louise von Essen) ist eine finnische Badmintonspielerin. 

## Karriere
Ann-Louise Wiklund siegte 1960 unter ihrem Geburtsnamen von Essen erstmals bei den nationalen Titelkämpfen in Finnland. Sechs weitere Titelgewinne folgten bis 1972. Insgesamt war sie fünfmal im Mixed sowie jeweils einmal im Einzel und Doppel erfolgreich.

## Sportliche Erfolge
| Saison | Veranstaltung                   | Disziplin   | Platz | Name                                      |
| ------ | ------------------------------- | ----------- | ----- | ----------------------------------------- |
| 1960   | Finnland: Einzelmeisterschaften | Mixed       | 1     | Kaj Lindfors / Ann-Louise von Essen       |
| 1961   | Finnland: Einzelmeisterschaften | Mixed       | 1     | Kaj Lindfors / Ann-Louise von Essen       |
| 1962   | Finnland: Einzelmeisterschaften | Mixed       | 1     | Kaj Lindfors / Ann-Louise von Essen       |
| 1964   | Finnland: Einzelmeisterschaften | Mixed       | 1     | Mårten Segercrantz / Ann-Louise von Essen |
| 1966   | Finnland: Einzelmeisterschaften | Mixed       | 1     | Mårten Segercrantz / Ann-Louise von Essen |
| 1969   | Finnland: Einzelmeisterschaften | Damendoppel | 1     | Bodil Valtonen / Ann-Louise Wiklund       |
| 1972   | Finnland: Einzelmeisterschaften | Dameneinzel | 1     | Ann-Louise Wiklund                        |
| 2009   | Senioren-Weltmeisterschaft 65+  | Damendoppel | 3     | Wiola Renholm / Ann-Louise Wiklund        |